# Bangalaia bipunctipennis
Bangalaia bipunctipennis är en skalbaggsart som beskrevs av Stefan von Breuning 1966. Bangalaia bipunctipennis ingår i släktet Bangalaia och familjen långhorningar. Inga underarter finns listade.